# Inchon (film)
Pour l’article homonyme, voir Inchon.
Pour plus de détails, voir Fiche technique et Distribution.
Inchon est un film américano-sud-coréen réalisé par Terence Young, sorti en 1981.

## Synopsis
Ce film relate la bataille d'Incheon, et notamment le débarquement du 15 septembre 1950, lors de la guerre de Corée.

## Fiche technique
- Titre : Inchon
- Réalisation : Terence Young
- Scénario : Robin Moore, Laird Koenig et Paul Savage
- Production : Sidney Beckerman, Mitsuhari Ishii, Sun Myung Moon et Robert Porter
- Musique : Jerry Goldsmith
- Photographie : Bruce Surtees
- Montage : Peter Taylor et Gene Milford (supervision)
- Costumes : Donfeld (pour Jacqueline Bisset), Hae-yoon Lee, Jules Melillo et Gloria Musetta
- Pays d'origine : États-Unis - Corée du Sud
- Langue : anglais
- Format : Couleurs - 2,35:1 - Dolby
- Genre : Guerre
- Durée : 140 minutes
- Date de sortie : 1981

## Distribution
- Laurence Olivier : Général Douglas MacArthur
- Jacqueline Bisset : Barbara Hallsworth
- Ben Gazzara : Major Frank Hallsworth
- Toshirô Mifune : Saito-San
- Richard Roundtree : Sergent Augustus Henderson
- David Janssen : David Feld (scènes coupées)
- Kung-won Nam : Park
- Gabriele Ferzetti : Brigadier turc
- Sabine Sun : Marguerite
- Anthony Dawson : Général Collins
- Peter Burton : Amiral Sherman
- James T. Callahan : Général Almond
- Mickey Knox : Amiral Doyle

## Commentaires
- Le film a été produit par Sun Myung Moon, fondateur de la secte Moon et par le journaliste Mitsu Haru Ishii, membre de ladite secte et ami de Moon.
- Le film a été primé par plusieurs Razzie Awards, dont celui du plus mauvais film et du plus mauvais réalisateur.
- À la suite de son échec en salles, le film n'est jamais sorti en vidéo.